# Калиениј Веки (Вранча)
Калиениј Веки (рум. Călienii Vechi) насеље је у Румунији у округу Вранча у општини Нанешти. Oпштина се налази на надморској висини од 17 m.

## Становништво
Према подацима из 2002. године у насељу је живело 785 становника, од којих су сви румунске националности.